# Marcelat Sakobi Matshu
Marcelat Sakobi Matshu née le 29 mars 1996 est une boxeuse congolaise (RDC)  à Kinshasa. Elle est porte-drapeau de la délégation congolaise lors de la cérémonie d'ouverture des Jeux olympiques d'été de 2020.

## Biographie

### Études
Elle obtient une licence en droit à l'université de Kinshasa.

### Carrière sportive
Marcelat Sakobi Matshu pratique dans son enfance l'athlétisme, le karaté shotokan et le handball, elle est notamment membre de l'équipe nationale d'athlétisme de 2011 à 2016, disputant plusieurs marathons. 

#### Carrière en boxe
En 2015, elle commence à pratiquer la boxe au sein du Boxing Club Livulu et est sacrée championne du Congo dès sa première année.
Elle est médaillée d'or dans la catégorie des moins de 60 kg aux championnats d'Afrique de Brazzaville en 2017.
Elle obtient la médaille d'argent dans la catégorie des moins de 57 kg aux Championnats d'Afrique de boxe amateur 2022 à Maputo puis la médaille d'or dans cette même catégorie aux championnats d'Afrique de boxe amateur 2023 à Yaoundé.
Elle participe aux Jeux olympiques d'été de 2024 à Paris.

#### Carrière d'arbitrage
Elle est aussi arbitre de football au sein de la Ligue de football de Kinshasa.

### Carrière politique
Elle est candidate aux élections provinciales et locales en 2023.

## Palmares

### Boxe
•  médaille d'or de la catégorie des moins de 57 kg aux championnats d'Afrique de boxe amateur 2023 à Yaoundé
•  médaille d'argent  de la catégorie des moins de 57 kg aux Championnats d'Afrique de boxe amateur 2022 à Maputo